# Marc Guggenheim
Marc Guggenheim ( EUA, 24 de setembro de 1970) é um roteirista e produtor de televisão e cinema estadunidense, e escritor da Marvel Comics e da DC Comics. É mais conhecido por ser um dos criadores e produtores das séries de televisão Arrow, The Flash e DC's Legends of Tomorrow.

## Carreira

### Televisão
Depois de escrever um roteiro de comédia romântica, ele o levou a alguns produtores com os quais teve algumas reuniões. Depois disso, Marc se mudou para a Califórnia onde iniciou sua carreira de roteirista. O roteiro de The Practice foi seu primeiro trabalho. Guggenheim também foi produtor nas séries Law & Order, Jack and Bobby, CSI: Miami, e In Justice.
Junto com Greg Berlanti, Guggenheim foi co-criador da série da ABC, Eli Stone. Mais tarde, foi produtor executivo de No Ordinary Family, também na ABC.
Em outubro de 2012, estreou o maior projeto de Guggenheim, Arrow. Ele foi um dos criadores da série, junto de Greg Berlanti e Andrew Kreisberg. Ele escreveu boa parte dos episódios e também produz a série.

### Quadrinhos
Ele atuou como estagiário na Marvel em 1990, para o editor Terry Kavanaugh, e foi o colorista de oito páginas da história do Homem de Gelo/Tocha Humana. Suas experiências como escritor incluem Aquaman da DC Comics, Wolverine e O Justiceiro da Marvel, e roteiros do jogo Perfect Dark Zero. Ele também escreveu Blade por 12 vezes junto com o artista Howard Chaykin.
Em 2006, Guggenheim assumiu a escrita de The Flash. Em 2007, fez parte do time de escritores de The Amazing Spider-Man, sendo que seu primeiro trabalho, apareceu em Amazing Spider-Man #546.
Ele escreveu os quadrinhos de Young X-Men, da Marvel, que foi lançado em abril de 2008. Também em 2008 ele trabalhou com Hugh Jackman e Virgin Comics em Nowhere Man, e em Super Zombies com Dynamite Entertainment e Stephen King.
Marc escreveu o roteiro do jogo eletrônico X-Men Origins: Wolverine, desenvolvido Raven Software, e baseado no filme de mesmo nome.
Guggenheim pretendia assumir Action Comics depois da série War of the Supermen, mas acabou sendo substituído por Paul Cornell para que focasse em outro projeto, Justice Society of America.

### Filmografia
| Ano  | Título                         | Papel      |
| ---- | ------------------------------ | ---------- |
| 2011 | Green Lantern                  | Roteirista |
| 2013 | Percy Jackson: Sea of Monsters | Roteirista |